# Mimela siliguria
Mimela siliguria är en skalbaggsart som beskrevs av Gilbert John Arrow 1917. Mimela siliguria ingår i släktet Mimela och familjen Rutelidae. Inga underarter finns listade i Catalogue of Life.